# Internationale Polizeiausstellung in Berlin, 1926

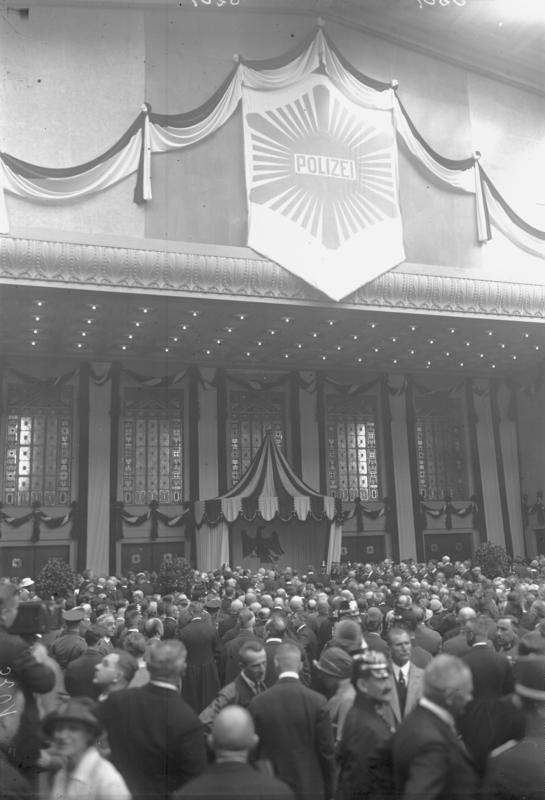
Eröffnung der Berliner Polizeiausstellung durch den preussischen Innenminister Carl Severing

Vom 25. September bis 17. Oktober 1926 fand in den Ausstellungshallen in Berlin eine große Polizeiausstellung mit internationaler Beteiligung statt, verbunden mit dem dritten Internationalen Polizeikongress vom 26. bis 30. September 1926.

## Die Ausstellung
Diese Sonderausstellung war sowohl für Fachbesucher als auch für die Öffentlichkeit bestimmt und  wurde nach jahrelanger Vorbereitung in den alten Ausstellungshallen am Kaiserdamm gegenüber dem Ringbahnhof Witzleben gezeigt. Der rund 300 m weiter südlich gelegene Funkturm war erst wenige Wochen vorher in Betrieb gegangen.
Eröffnet wurde die Ausstellung durch den preußischen Innenminister Carl Severing (SPD), der nach dem Ersten Weltkrieg die Demokratisierung von Verwaltung und Polizei vorantrieb. Ziel der Veranstaltung war es sowohl die Kontakte zu den anderen Ländern wieder aufzubauen als auch das Verhältnis der Polizei zu den Bürgern zu verbessern. Der Reichskanzler Wilhelm Marx (Zentrum) war zur Eröffnung abwesend und ließ sich entschuldigen. Servering trat noch während der Polizeiausstellung am 6. Oktober 1926 von seinem Amt als preußischer Innenminister aus gesundheitlichen Gründen zurück. Sein Nachfolger wurde Albert Grzesinski.

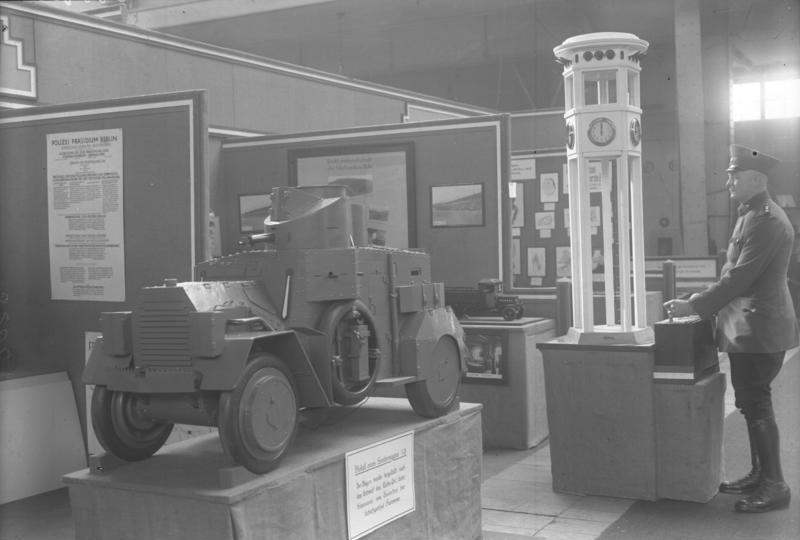
Modell eines Panzerwagens der Polizei, dahinter Schulungsmodell des Verkehrsturms am Potsdamer Platz

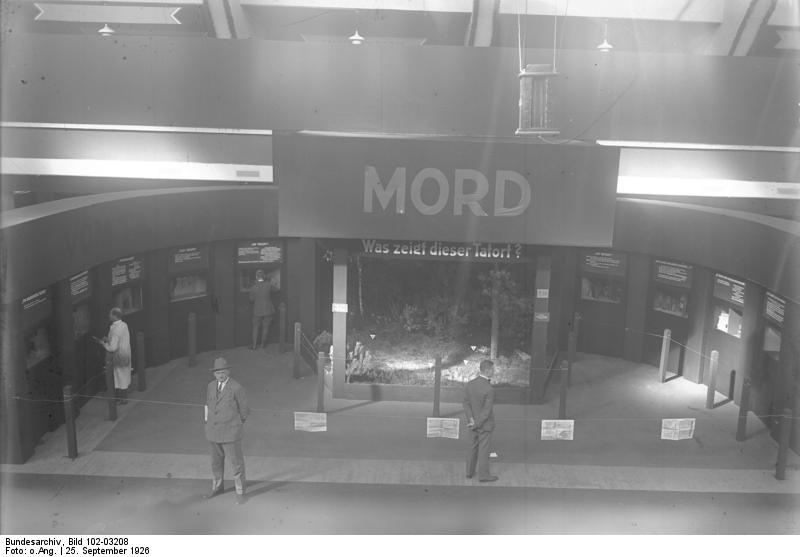
Aus der Abteilung „Kriminalistik“: Die Demonstrierung eines Tatortes vom Mord bis zur Ergreifung des Täters.

Die Vossische Zeitung berichtete ausführlich über den ersten Ausstellungsrundgang.
Noch umfangreicher war die Berichterstattung im Vorwärts, der auch ein Lageplan beigefügt war.
In der ersten Halle (alte Autohalle) präsentierten sich die Polizeien der deutschen Länder mit historischen Darstellungen, gefolgt von den außerdeutschen Ländern. Die eigentliche Polizeiausstellung griff auch brisante Themen wie Polizei und Zensur sowie Polizei und Presse auf. Statistiken und Vergleiche, ein Idealpolizeirevier und die verschiedenen Fachgebiete der Polizei rundeten die Ausstellung in dieser Halle ab.
Gemäß dem Bericht im Vorwärts war in der zweiten Halle (neue Autohalle) das Original des für den Alexanderplatz vorgesehenen und von Heinrich Kosina und Paul Mahlberg entworfenen Verkehrsturms aufgestellt. Weiterhin stand in dieser Halle ein amerikanischer Verkehrsturm mit Fachwerkverstrebung, den die New Yorker Polizei der Berliner Polizei geschenkt hatte. In dieser Halle waren auch das polizeieigene Schulungsmodell des Verkehrsturms am Potsdamer Platz zu sehen sowie Kraftfahrzeuge für den Polizeidienst, darunter das Modell des Polizei-Radpanzers Daimler DZVR 21. An der Decke schwebte ein Polizeiflugzeug von Junkers, mit dem ein Polizeioffizier in der Rhön einen Weltrekord aufstellte. In einigen Kojen (Ausstellungsständen) der Industrie wurden Polizei-Ausrüstungen präsentiert.
Die dritte Halle (Funkhalle) war der Kriminalpolizei und der Feuerwehr vorbehalten. Dort wurden bekannte Kriminalfälle und ihre Aufklärung beschrieben. Eine der Hauptattraktionen war der nach den Vorgaben von Ernst Gennat entwickelte Mordbereitschaftswagen, umgangssprachlich „Mordauto“ genannt, der auf Basis der Benz-Limousine 16/50 PS entstand und hier mit seiner Ausrüstung präsentiert wurde. Der Architekt Carl Jacobi von der UFA hatte einen Tatort rekonstruiert, um den sich in Dioramen die einzelnen Stadien der Aufklärung abspielten. Schließlich war das Eisenbahn-Attentat bei Leiferde als Modell nachgestellt. Im August 1926 hatten dort zwei Täter den Nachtschnellzug D 174 entgleisen lassen, um den Postwagen ausrauben zu können. Dabei kamen 21 Reisende zu Tode und weitere 40 Reisende wurden verletzt.
Neben der eigentlichen Ausstellung gab es ein umfangreiches Rahmenprogramm mit Festveranstaltungen, Sportwettbewerben und einem Wagenkorso auf der AVUS.
Die Ausstellung wurde allgemein als sehr erfolgreich bewertet, insgesamt wurden nahezu 500.000 Besucher gezählt. Die von vielen Seiten geforderte Verlängerung über den 17. Oktober hinaus war wegen einer Folgeveranstaltung nicht möglich.

## Trivia
Großes mediales Aufsehen erregte ein brutaler Raubüberfall auf ein Juweliergeschäft am Tauentzien am Eröffnungstag der Polizeiausstellung, bei dem Schmuck im Wert von etwa 150.000 Mark erbeutet wurde. Sogar der Leiter der Mordinspektion, Kriminalrat Ernst Gennat, wurde von der Ausstellung zur Ermittlung abgeordnet.
Da sich der Täter nach dem Raub sehr unvorsichtig verhielt, konnte er schnell identifiziert und mitsamt der Beute festgenommen werden. Zur Demonstration der schnellen Aufklärung wurde in der Polizeiausstellung eine Vitrine leergeräumt, um den sichergestellten Schmuck und den Fortschritt der Ermittlungen präsentieren zu können.